# Gongropteryx moscata
Gongropteryx moscata là một loài bướm đêm trong họ Geometridae.